# 1862
| 1862                                          |
| --------------------------------------------- |
| Dødsfald - Fødsler                            |
| • Begivenheder • Litteratur • Politik • Sport |

| Gregoriansk kalender | 1862 MDCCCLXII          |
| Ab urbe condita      | 2615                    |
| Armensk kalender     | 1311 ԹՎ ՌՅԺԱ            |
| Kinesiske kalender   | 4558 – 4559 辛酉 – 壬戌 |
| Etiopisk kalender    | 1854 – 1855             |
| Jødisk kalender      | 5622 – 5623             |
| Hindukalendere       |                         |
| - Vikram Samvat      | 1917 – 1918             |
| - Shaka Samvat       | 1784 – 1785             |
| - Kali Yuga          | 4963 – 4964             |
| Iransk kalender      | 1240 – 1241             |
| Islamisk kalender    | 1279 – 1280             |

Konge i Danmark: Frederik 7. 1848-1863
Se også 1862 (tal)

## Begivenheder

### Februar
- 6. februar - tropper under ledelse af Ulysses S. Grant vinder den første større sejr for Nordstaterne, da de indtager Fort Henry i Tennessee

### Marts
- 23. marts - slaget ved Kernstown

### April
- 6. april – 7. april - Under den Amerikanske borgerkrig besejrer Nordstateren Army of the Tennessee og Army of the Ohio Sydstaternes Army of Mississippi ved Slaget ved Shiloh i Tennessee, hvorved general Grant forvandler truende nederlag til sejr
- 20. april - Louis Pasteur afslutter sin første test af pasteurisering, idet en krukke, som har været forseglet siden 3. marts, åbnes på et møde i det franske akademi
- 29 april - 100.000 føderale soldater gør sig klare til at indtage Corinth, Mississippi

### Maj
- 24. maj - Westminster Bridge over Themsen åbnes

### Juni
- De norske og svenske studenters ankomst til København d. 11. Juni 186211. juni - skandinavisk studentermøde i København
- 25. juni – 1. juli Syv dages slaget i den amerikanske borgerkrig tvinger Unionen til at trække sin hær væk fra Richmond

### August
- 30. august - i det andet slag ved Bull Run i Virginia under den amerikanske borgerkrig slår Stonewall Jackson og hans styrker unionstropperne

### September
- 2. september Jernbanen mellem Århus og Randers åbner.
- 17. september – Slaget ved Antietam i den amerikanske borgerkrig. Det blodigste endagsslag i hele krigen
- 20. september - Monumentet Ruslands årtusinde afsløres for offentligheden i fejringen af Ruslands første 1000 år
- 22. september - USA's præsident Abraham Lincoln erklærer alle slaver frie fra 1. januar 1863
- 24. september - Otto von Bismarck udnævnes til ministerpræsident i Preussen af Kong Wilhelm 1. af Preussen

### November
- 4. november - Richard Gatling patenterer maskingeværet, som kan affyre 1200 skud i minuttet
- 6. november - der etableres telegrafforbindelse mellem New York og San Francisco

## Født
- 29. januar – Frederick Delius, engelsk komponist (død 1934).
- 4. februar – Hjalmar Hammarskjöld, svensk politiker, Sveriges statsminister 1914–1917  (død 1953).
- 8. juni – Hans Trojel, dansk apoteker og grundlægger (død 1935).
- 22. august – Claude Debussy, fransk komponist (død 1918).
- 13. oktober - Mary Kingsley, engelsk forfatter og opdagelsesrejsende (død 1900).
- 26. oktober - Hilma af Klint,  svensk kunstner, antroposof (død 1944).
- 25. november – Ethelbert Nevin, amerikansk komponist (død 1901).
- 18. december – Ove Krak, dansk forlægger (død 1923).
- 20. december - Balthazar Schnitler, norsk forfatter, dramatiker og foredragsholder. (død 1913).

## Dødsfald
- 10. januar – Samuel Colt – amerikansk våbenfabrikant. 47 år.
- 24. februar – B.S. Ingemann, dansk digter.